# Parantica clinias
Parantica clinias (tên tiếng Anh New Ireland Yellow Tiger) là một loài bướm giáp thuộc phân họ Danainae. Đây là loài đặc hữu của Papua New Guinea.